# Weera Koedpudsa
Weera Koedpudsa (ur. 1 lipca 1984 w Nan) – tajski piłkarz występujący na pozycji bramkarza.
Jest wychowankiem klubu Bangkok University. Potem grał w Bangkok United. W 2006 roku zadebiutował w Reprezentacja Tajlandii. Został powołany na Puchar Azji 2007. W 2011 roku przeszedł do Muangthong United.